# Mariko Mori
Mariko Mori (Tokyo, 1967) è un'artista giapponese.
Ispirata alla pop art europea, fece ampio uso di tecnologia e fotografia. Nel 1995 fu protagonista, in qualità di geisha, della performance artistica Nascita di una stella.